# Thibaw Min
Thibaw Min (birman သီပေါမင်း) ; né Maung Pu le 1er janvier 1859 – 19 décembre 1916 ; ou simplement Thibaw, Theebaw, ou Theobaw (Thibau dans Une histoire birmane de George Orwell) fut le dernier roi de Birmanie, onzième souverain de la dynastie Konbaung. Son règne, inauguré dans le sang, prit fin avec la défaite de son pays dans la troisième guerre anglo-birmane en novembre 1885.

## Biographie
Thibaw était né dans la capitale Mandalay et avait brièvement étudié dans un monastère bouddhiste. Son père Mindon Min le nomma prince de l'État de Thibaw (aujourd'hui Hsipaw, dans le nord du Myanmar), d'où il tira son nom. Il lui succéda le 1er octobre 1878, grâce à sa puissante belle-mère la reine Hsinbyumashin et à plusieurs fonctionnaires importants. Il fut marié à deux de ses demi-sœurs, dont la plus jeune, Supayalat eut sur lui une grande influence.
À l'époque de son accession au trône, la Basse-Birmanie était déjà depuis 30 ans aux mains des Britanniques, ce qui représentait une humiliation pour la monarchie, qui ne faisait pas mystère de sa volonté de la récupérer. Les relations avec la Grande-Bretagne se dégradèrent  au début des années 1880, lorsque Thibaw entreprit de se rapprocher des Français. Elles empirèrent peu avant 1885, en raison d'un incident connu comme « La Grande Question des chaussures », quand la cour insista pour que les dignitaires britanniques se déchaussent à leur entrée dans le palais royal. Les représentants britanniques refusèrent et furent bannis de Mandalay. Finalement, en 1885, Thibaw lança un appel à ses concitoyens pour libérer la Basse-Birmanie du joug britannique.

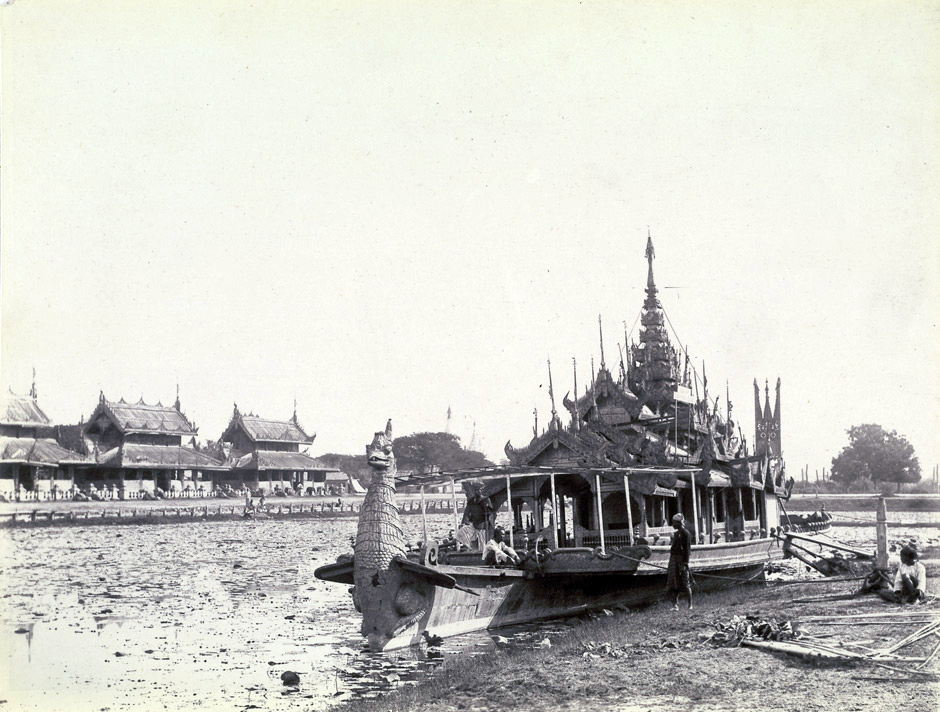
La barque royale de Thibaw Min à Mandalay, photo prise en 1885.

Les Britanniques, proclamant qu'il était un tyran qui foulait aux pieds les traités, décidèrent d'achever la conquête entreprise en 1824. Le Général Prendergast reçut l'ordre d'envahir la Haute-Birmanie avec 11 000 hommes, une flotte de navire à fond plat et de l'artillerie tirée par des éléphants. Ce fut une véritable promenade militaire, qui dura juste un peu plus d'un mois (22 octobre - 28 novembre).
« Ils atteignirent la ville royale sans rencontrer beaucoup d'opposition. Le roi et la reine s'étaient retirés dans un palais d'été pour attendre les Britanniques, avec lesquels ils avaient l'intention de faire la paix. Pour les distraire, les servantes de la cour dansaient, tandis que les éléphants royaux se tenaient à proximité, chargés de trésors et prêts pour la fuite. Les Britanniques marchèrent sur le palais royal, demandant la reddition du roi de Birmanie et de son royaume dans les 24 heures. Le coup était enfin tombé. Il était trop tard pour s'échapper. Tôt le lendemain matin, le roi Thebaw fut chargé dans un char à bœufs, la reine dans un autre et en présence d'une foule de sujets pleurant et stupéfaits, ils furent conduits sur un navire à vapeur sur l'Irrawaddy. Là, une garde de soldats britanniques avait été rassemblée ; elle présenta les armes à l'apparition des prisonniers royaux. Comme leurs baïonnettes étincelaient dans le soleil, le roi tomba à genoux, en proie à une terreur abjecte. « Ils vont me tuer » cria-t-il « Sauvez-moi ». Sa reine fut plus courageuse. Elle resta debout - son petit enfant accroché à sa robe - fière et intrépide jusqu'à la fin. Ainsi le roi et la reine de Birmanie partirent-ils en exil. »
Bien que l'impartialité ou l'exactitude du récit précédent ne puisse être prouvées, Thibaw, sa femme Supayalat et deux de leurs filles encore enfants furent exilés à Ratnagiri, en Inde, où ils passèrent le reste de leur vie isolés dans une maison délabrée.

## Le sort de la famille royale

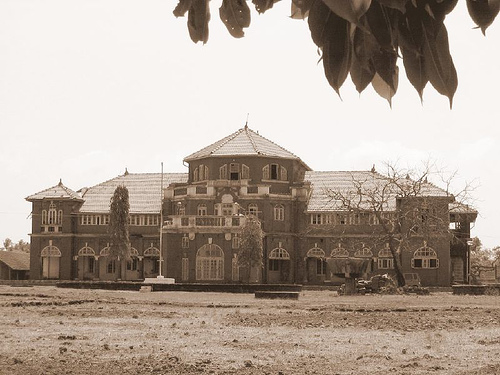
Palais de Thibaw et des siens à Ratnagiri (construit en 1911).

Thibaw eut huit enfants, dont six naquirent en Birmanie et deux en exil en Inde. Les quatre premiers (deux garçons et deux filles) moururent de la variole au palais royal dans leur petite enfance. La plus âgée des survivantes, la princesse Myat Phaya (Mibura) Gyi, naquit en 1882, suivie par sa sœur la princesse Myat Paya Lat en 1884. Après l'arrestation de la famille royale en 1885, elles furent envoyées avec leurs parents à Ceylan puis à Madras. La reine Supayalat donna naissance à Madras à une troisième fille, la princesse Myat Phaya, en mars 1886. Au début de 1887, la famille arriva au lieu de son exil, Ratnagiri, près de Bombay, et la naissance d'une quatrième fille, la princesse Mayat Phaya Galay suivit en avril de la même année.
La vie de la famille fut difficile à Ratnagiri. L'argent vint bientôt à manquer, et ils durent survivre sur une maigre pension. La fille aînée Phaya tomba amoureuse du portier Shrimant Gopal Bhaurao Savant, dont elle eut un enfant illégitime en 1906. Le roi mourut d'un infarctus en 1916, à 58 ans, et fut enterré dans un mausolée dans le jardin. Bien que les Britanniques l'aient dépeint comme un tyran, il était aussi religieux et poli, et avait essayé de sauver son pays du mieux qu'il pût. Supayalat revint à Rangoun en 1919. Elle mourut en 1925, peu avant son 66e anniversaire.
Thibaw lui-même avait exposé les raisons de son renversement dans un témoignage d'exil cité par C. L. Keeton dans son ouvrage Le Roi Thebaw et le Viol écologique de la Birmanie :
« Mon défunt père, le Royal Mindon Min, le Seigneur aux pieds d'or de l'éléphant blanc, maître de mille ombrelles d'or, possesseur des paons Royaux, seigneur de la mer et du monde, qui faisait toujours face au soleil, fumait toujours les chiroots Esoof tandis qu'il méditait sur la façon de traiter les Anglais avaleurs de terre à visage de buffle. Si j'avais fait de même je n'aurais jamais perdu mon trône, mais j'utilisai des chiroots de Manille drogués à l'opium et la saleté qui m'était envoyée de San Francisco, et je chutai. »
Le sort des enfants fut surveillé. La fille aînée épousa finalement le serviteur de son père et eut de lui deux autres enfants. Elle revint à Rangoun en 1947, après l'indépendance de l'Inde. Elle y fut mal reçue, pour avoir épousé un homme du commun, qui plus est Indien et hindou. Cela la poussa à regagner Ratnagiri, où elle mourut peu après son retour.
« Les livres du percepteur affirment qu'à sa mort, Phaya était si pauvre que les gens du village alentour firent une collecte pour ses funérailles. Phaya laissait la fille qu'elle avait eue de Gopal, qui était mort plus tôt. Cette fille, nommée Tu Tu, élevée dans la pauvreté et sans éducation, oublia tout son royal héritage, hormis une peinture de sa mère d'allure désolée, qu'elle vénérait parmi les dieux de la maison... Sans argent ni éducation, Tu Tu épousa un mécanicien local et eut au moins six ou sept enfants, qui devinrent de plus en plus indiens de religion, de culture et d'apparence. Tu Tu, pour qui le birman est un langage oublié, vit encore à Ratnagiri, vieille femme parlant couramment marathi avec un accent du Maharashtria rural. Elle avait vendu des fleurs en papier pour gagner un peu d'argent pour sa famille. »
Le sort des trois autres filles de Thibaw ne fut pas aussi triste :
- la princesse Myat Phaya Lat épousa l'ancien secrétaire particulier de son père, Thakin Kin Maung Lat. On croit qu'elle mourut en exil à Kalimpong, en Inde, en 1956.
- la troisième fille, la princesse Mayat Phaya, épousa le prince Kadow Gyi, petit-fils de Kanaung, en 1922 (ils divorcèrent en 1929). Ils eurent une fille, la princesse (Hteik Su) Gyi Phaya Rita (née le 20 mai 1924). La princesse Mayat Phaya mourut en 1962.
- la quatrième et plus jeune fille de Thibaw, la princesse Mayat Phaya Galay, épousa un ancien moine en 1921. Elle eut 4 fils et 2 filles. Son fils aîné, Taw Phaya Gyi fut tué en 1948 par les communistes. Un autre de ses fils, Taw Phaya Lay, fut le protecteur du Front patriotique Ma-Ma-Ta. Placé en résidence surveillée durant la majeure partie des années 1970 et 1980, il mourut à Rangoun en 2006. Les autres fils et petits-fils de la princesse Mayat Phaya Galay vivent encore au Myanmar aujourd'hui.

Les descendants du roi Thibaw se disputent aujourd'hui son héritage. 
Les chefs successifs de la dynastie Konbaung et prétendants au trône de Birmanie sont :
Branche aînée
- 1916-1956 : princesse Myat Phaya Lat (1883-1956), deuxième fille de Thibaw
- 1956-2019 : prince Edward Taw Phaya (1924-2019), second fils de Myat Phaya Galay. Il a épousé la princesse Gyi Phaya Rita, sa cousine.
- depuis 2019 : prince Richard Taw Phaya Myat Gyi (né le 14 mai 1945).

Branche cadette
- depuis 1948 : prince Maha Chandra Kumara Soe Win (né en 1947), fils aîné du prince George Taw Phaya Gyi (1922-1948), lui-même fils de la princesse Myat Phaya Galay.